# Oxytropis foucaudii
Oxytropis foucaudii är en ärtväxtart som beskrevs av François Xavier Gillot. Oxytropis foucaudii ingår i släktet klovedlar, och familjen ärtväxter. Inga underarter finns listade i Catalogue of Life.